# Gabriel Okara
Pour les articles homonymes, voir Okara.
Œuvres principales
- The Voice (1970)
- Le Piano et la Batterie

Gabriel Okara, de son nom complet Gabriel Imomotimi Gbaingbain Okara, est un poète et romancier nigérian né le 24 avril 1921 à Bumoundi à Yenagoa et mort le 25 mars 2019.

## Biographie
Gabriel Okara fait ses études au Government College Umuahia, puis au Yaba Higher College.
Il est souvent décrit comme un écrivain peu influencé par ses contemporains et ses prédécesseurs. Il est toutefois classé par Danthorne ?[Qui ?] comme faisant partie de l'école d'Amos Tutuola. Ses oeuvres traitent des sons et paysages africains, ainsi que de l'influence de la culture occidentale sur la culture africaine, comme l'illustre son poème Il était une fois[Quand ?].
La traduction en français de son roman The Voice est publié par Heinemann en 1970. Le héros de ce roman, Okolo, est poursuivi par la société et hanté par ses propres idéaux, à l'image de certains Africains postcoloniaux. Ce roman est réputé pour se détacher du genre développé chez ses contemporains (Cyprian Ekwensi, T. M. Aluko).
Gabriel Okara a également écrit de nombreux poèmes, dont Le Piano et la Batterie.

## Distinctions
- 1953 : récompensé durant le festival Nigeria Festival of Arts pour son œuvre The Call of the River[3].
- 1979 : Commonwealth Poetry Prize[3].
- 2005 : NLNG Prize[3].

## Œuvres
- The Voice (La Voix, traduit en français par Jean Sévry)
- Piano and Drums
- The Snowflakes Sail Gently Down
- The Call of the River